# Pseudoparatettix incertus
Pseudoparatettix incertus är en insektsart som beskrevs av Sigfrid Ingrisch 2001. Pseudoparatettix incertus ingår i släktet Pseudoparatettix och familjen torngräshoppor. Inga underarter finns listade i Catalogue of Life.